# Kranichau
Kranichau ist ein Ortsteil der Stadt Torgau im Landkreis Nordsachsen in Sachsen.

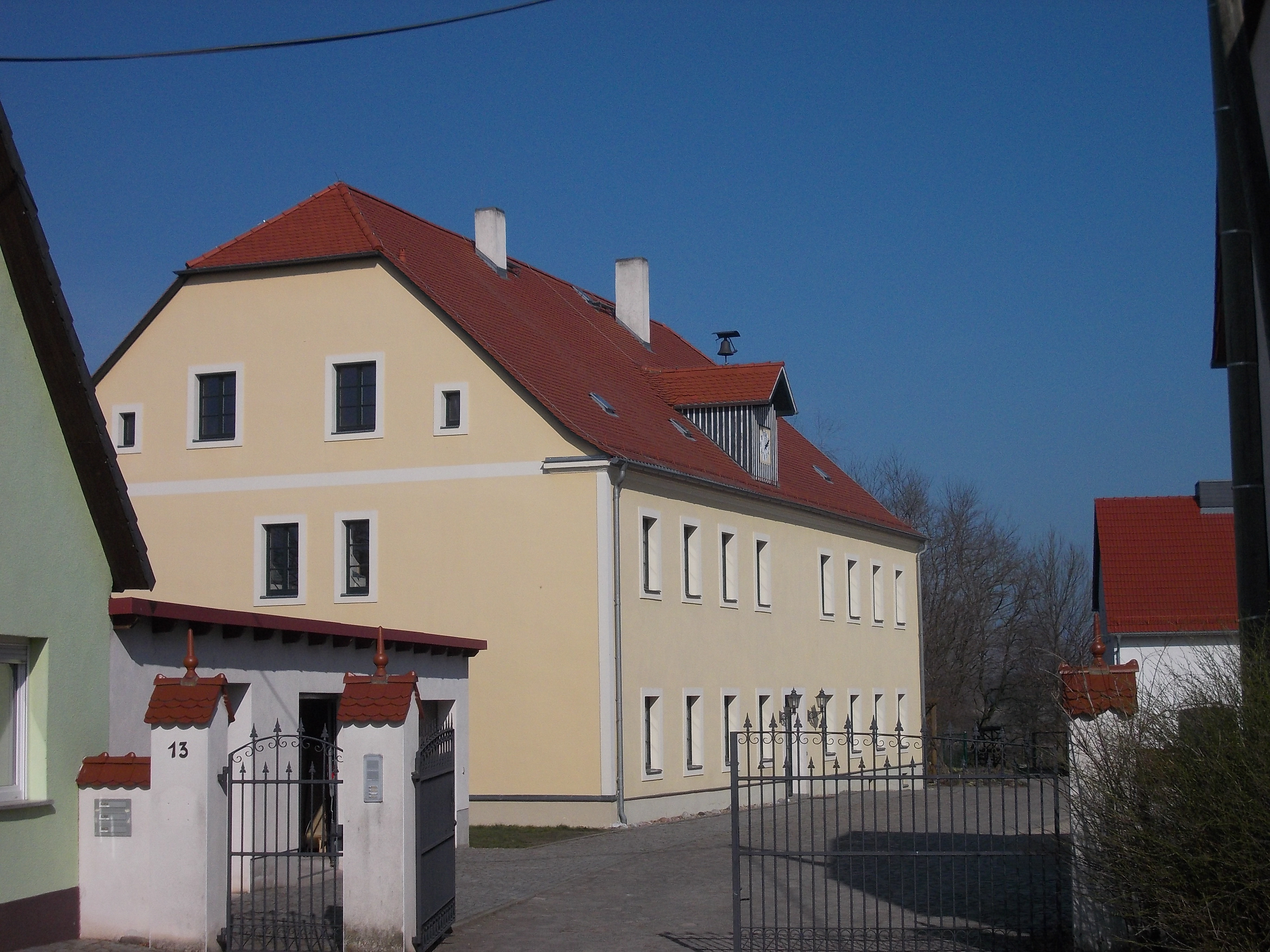
Herrenhaus Kranichau

## Lage
Die Gutssiedlung mit Gutsblockflur befindet sich südlich der Stadt Torgau in der Elbaue an den Elbwiesen und etwas östlicher der Bundesstraße 182 aber noch in der Beckwitz-Belgernsche Talsand-Ebene.

## Geschichte
1251 nannte man die Gutssiedlung Cranekowe, bis sie nach ständigen kleineren Änderungen 1880 Kranichau hieß.
Kranichau war 1510 ein Vorwerk mit 40 Einwohnern. Später (1895) entwickelte sich ein Rittergut mit 129 Hektar Land. 1946 wohnten im Weiler 192 Personen, vorher waren es 125. Das zuständige behördliche Amt hatte unter Beachtung der gesellschaftlichen Entwicklung stets den Sitz in Torgau. Seit 2008 gehört der Weiler zum Landkreis Nordsachsen. Beide Weiler (Kranichau und Klein Kranichau) pfarrten nach Weßnig. Am 20. Juli 1950 wurde Kranichau nach Mehderitzsch eingemeindet und gehörte ab 1994 zu Pflückuff. Am 1. Januar 2009 wurde Kranichau ein Ortsteil der Stadt Torgau.